# Marină (pictură)

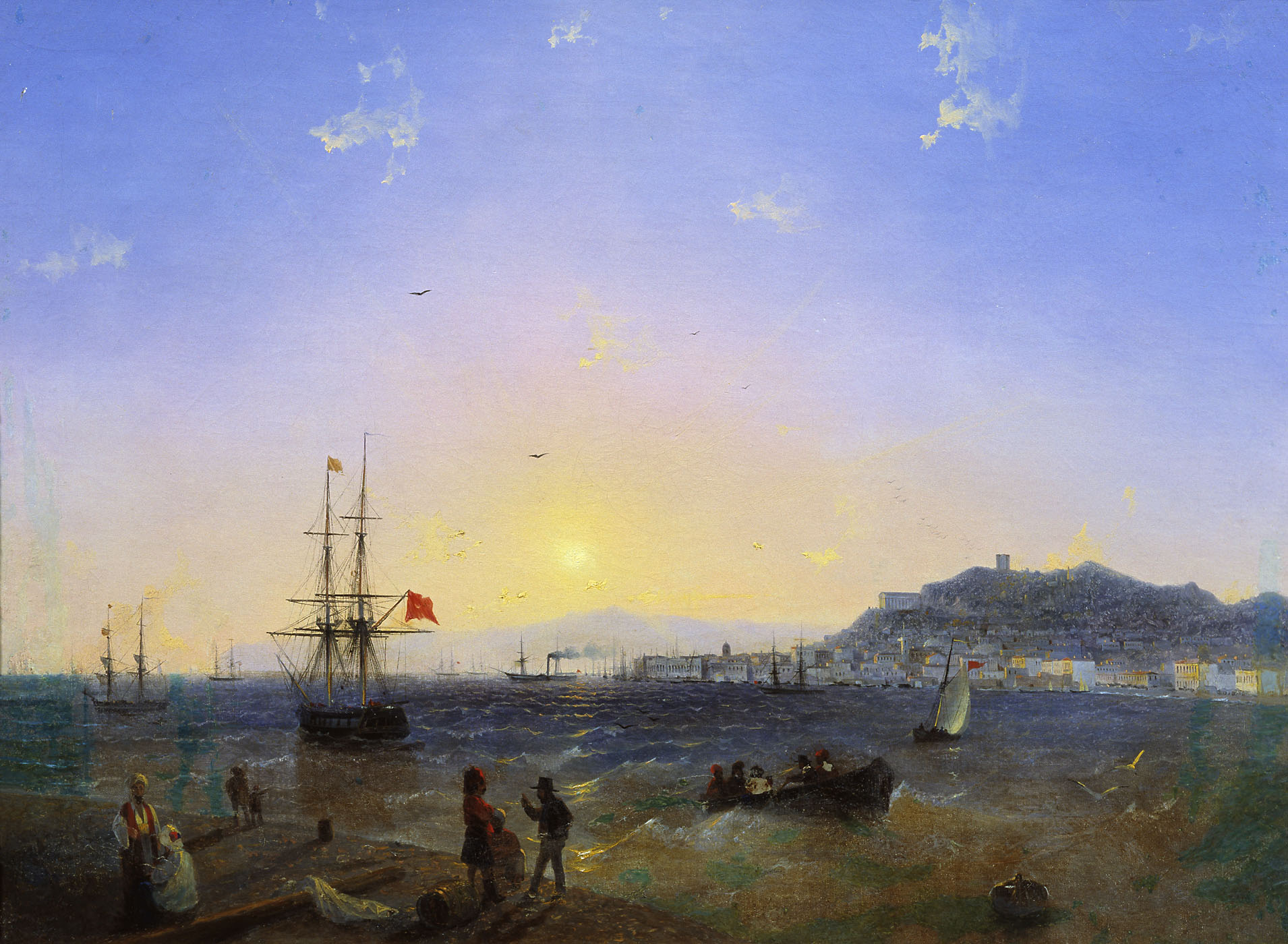
Ivan Aivazovski - vedere din Kerci (1839)

Marină se numește o pictură a unei priveliști de la mare. Marinele sunt lucrări de atmosferă, în care cerul și apa sunt elementele cele mai importante.

## Istoric
Pictura maritimă, ca gen pictural, a apărut în Evul Mediu, când au început să fie pictate tablouri care reprezentau doar un velier. A fost foarte populară în special în secolele 17, 18 și 19. Subiectele acestui gen de pictură sunt peisaje care cuprind nave pe râuri și în estuare, scene pe plajă. În aproape toate tablourile marine apar vas și bărci. Peisajele maritime s-au dezvoltat mai târziu, în Era de Aur a picturii daneze, pe la 1650.
În perioada romantică s-a produs o reorientare în stilul picturii marine. Reprezentativă pentru această perioadă este pictura Le Radeau de La Méduse (Pluta Meduzei), realizată de Théodore Géricault în anii 1817-1819. Tabloul de foarte mari dimensiuni (491 cm x 716 cm) reprezintă momentele de după naufragiul fregatei franceze La Méduse (Meduza) la 5 iulie 1816. Din cei 147 de oameni salvați pe plută, doar 15 au supraviețuit celor 13 zile până au fost găsiți și salvați. Pictura a devenit simbolul romantismului francez.
Unul dintre marii pictori de marine ai secolului al XIX-lea a fost rusul Ivan Aivazovski, care nu a fost doar un pictor marin, ci a iubit cu adevărat marea și acest lucru se observă în fiecare dintre picturile sale. Din cele aproximativ 6.000 de picturi ale sale, majoritatea sunt marine, iar dintre picturile marine, jumătate din ele reprezintă marea în furtună. Unele tablouri reprezintă flota, cel mai cunoscut dintre acestea fiind Bătălia de la Navarino din 1827, pictat în 1846). A devenit celebru nu numai pentru tablourile sale cu scene maritime, dar și pentru modul în care reprezenta reflexiile luminii pe mare.

## Marinele în pictura românească
Peisajul marin nu este o temă predilectă în pictura românească. Poate de aceea, în pictura românească peisajul marin are caracteristici aparte. Pictorii români sau concentrat asupra țărmurilor, porturilor ori plajelor și nu asupra furtunilor din largul mării cum a făcut, de pildă, Aivazovschi în marinele sale. Compozițiile pictorilor români sunt astfel concepute, încât se simte profund „spiritul mării”, care predispune la calm, meditație și relaxare.
În istoria picturii românești au existat putini pictori dedicați de marine cum au fost Dimitrie Știubei și Eugen Voinescu. Marine au mai pictat sporadic Carol Popp de Szathmáry (Marină), Nicolae Grigorescu (Femeie pe malul mării), Mihail Simonidi, Arthur Verona (Violonist în barcă), Nicolae Vermont (Portul Constanța și Plajă).
Relativ mai frecvente sunt marinele la Jean Alexandru Steriadi, Nicolae Dărăscu, Marius Bunescu, Gheorghe Petrașcu (Femeie la mare și Privind marea la Mangalia), Theodor Pallady ( Peisaj din Constanța), Ion Țuculescu, (Marină la Mangalia), Ștefan Popescu (Diguri la Marea Neagră).
În perioada interbelică, majoritatea marinelor au fost pictate la Balcic, începând cu Iosif Iser, care i-a descoperit frumusețile în 1913, când participa ca soldat la războiul balcanic. Deși exagera puțin, Camil Petrescu spunea că „între 1919–1940 pictura românească avea un singur subiect: Balcicul – care proba și evidenția personalitatea și stilul celui din fața șevaletului.” Dintre pictorii vizați se pot cita Nicolae Tonitza (Stradă la Balcic), Ștefan Dimitrescu (Pe plaja din Balcic), Francisc Șirato (Peisaj din Balcic), Lucian Grigorescu, Cecilia Cuțescu-Storck.